# Gran Premio motociclistico d'Austria 2017
Il Gran Premio motociclistico d'Austria 2017 è stato l'undicesima prova del motomondiale del 2017, ventiseiesima edizione nella storia di questo GP.
Nelle gare delle tre classi in competizione i vincitori sono stati: Joan Mir in Moto3, Franco Morbidelli in Moto2 e Andrea Dovizioso in MotoGP.

## MotoGP
Terza vittoria stagionale, quinta in MotoGP e quattordicesima della sua carriera nel motomondiale per Andrea Dovizioso del Ducati Team. Dietro al pilota italiano, a meno di due decimi giunge Marc Márquez del team Repsol Honda, il pilota spagnolo aveva fatto segnare la personale settantesima pole position della sua carriera nel motomondiale. Il podio viene completato con il terzo posto di Dani Pedrosa, compagno di squadra di Márquez.
La classifica iridata vede le prime due posizioni di questa gara invertirsi, con Márquez che si mantiene primo con 174 punti e Dovizioso che sale al secondo posto con 158 punti, con l'italiano che guadagna cinque punti sullo spagnolo. Al terzo posto si trova Maverick Viñales con 150 punti (che totalizza dieci punti in questa gara con il sesto posto).
Per quel che concerne le statistiche, la Ducati raggiunge la quarantesima vittoria nella sua storia di costruttore nel motomondiale (4 in classe 125 e 36 in MotoGP).

### Arrivati al traguardo
| Pos. | Nº | Pilota           | Squadra                     | Motocicletta       | Giri | Tempo     | Griglia | Punti |
| ---- | -- | ---------------- | --------------------------- | ------------------ | ---- | --------- | ------- | ----- |
| 1º   | 4  | Andrea Dovizioso | Ducati Team                 | Ducati Desmosedici | 28   | 39'43.323 | 2º      | 25    |
| 2º   | 93 | Marc Márquez     | Repsol Honda                | Honda RC213V       | 28   | +0.176    | 1º      | 20    |
| 3º   | 26 | Dani Pedrosa     | Repsol Honda                | Honda RC213V       | 28   | +2.661    | 8º      | 16    |
| 4º   | 99 | Jorge Lorenzo    | Ducati Team                 | Ducati Desmosedici | 28   | +6.663    | 3º      | 13    |
| 5º   | 5  | Johann Zarco     | Monster Yamaha Tech 3       | Yamaha YZR-M1      | 28   | +7.262    | 6º      | 11    |
| 6º   | 25 | Maverick Viñales | Movistar Yamaha             | Yamaha YZR-M1      | 28   | +7.447    | 4º      | 10    |
| 7º   | 46 | Valentino Rossi  | Movistar Yamaha             | Yamaha YZR-M1      | 28   | +8.995    | 7º      | 9     |
| 8º   | 19 | Álvaro Bautista  | Pull&Bear Aspar             | Ducati Desmosedici | 28   | +14.515   | 17º     | 8     |
| 9º   | 76 | Loris Baz        | Reale Avintia Racing        | Ducati Desmosedici | 28   | +19.620   | 12º     | 7     |
| 10º  | 36 | Mika Kallio      | Red Bull KTM Factory Racing | KTM RC16           | 28   | +19.766   | 18º     | 6     |
| 11º  | 29 | Andrea Iannone   | Suzuki Ecstar               | Suzuki GSX-RR      | 28   | +20.101   | 10º     | 5     |
| 12º  | 45 | Scott Redding    | Octo Pramac Racing          | Ducati Desmosedici | 28   | +25.523   | 15º     | 4     |
| 13º  | 41 | Aleix Espargaró  | Aprilia Racing Team Gresini | Aprilia RS-GP      | 28   | +26.700   | 20º     | 3     |
| 14º  | 17 | Karel Abraham    | Pull&Bear Aspar             | Ducati Desmosedici | 28   | +27.321   | 11º     | 2     |
| 15º  | 35 | Cal Crutchlow    | LCR Honda                   | Honda RC213V       | 28   | +28.096   | 9º      | 1     |
| 16º  | 42 | Álex Rins        | Suzuki Ecstar               | Suzuki GSX-RR      | 28   | +32.912   | 21º     |       |
| 17º  | 8  | Héctor Barberá   | Reale Avintia Racing        | Ducati Desmosedici | 28   | +34.112   | 14º     |       |
| 18º  | 38 | Bradley Smith    | Red Bull KTM Factory Racing | KTM RC16           | 28   | +36.423   | 22º     |       |
| 19º  | 53 | Esteve Rabat     | EG 0,0 Marc VDS             | Honda RC213V       | 28   | +42.404   | 24º     |       |
| 20º  | 22 | Sam Lowes        | Aprilia Racing Team Gresini | Aprilia RS-GP      | 28   | +52.492   | 23º     |       |

### Ritirati
| Nº | Pilota          | Squadra                     | Motocicletta       | Giri | Griglia |
| -- | --------------- | --------------------------- | ------------------ | ---- | ------- |
| 43 | Jack Miller     | EG 0,0 Marc VDS             | Honda RC213V       | 19   | 19º     |
| 9  | Danilo Petrucci | Octo Pramac Racing          | Ducati Desmosedici | 6    | 5º      |
| 94 | Jonas Folger    | Monster Yamaha Tech 3       | Yamaha YZR-M1      | 3    | 13º     |
| 44 | Pol Espargaró   | Red Bull KTM Factory Racing | KTM RC16           | 2    | 16º     |

## Moto2
Doppietta per i piloti del team EG 0,0 Marc VDS, con Franco Morbidelli al primo posto ed Álex Márquez al secondo, per il pilota italiano si tratta della settima vittoria stagionale. Dietro ai due compagni di squadra, si posiziona al terzo posto Thomas Lüthi anche lui con una Kalex Moto2 anche se gestita dal team CarXpert Interwetten.
Lo stesso Morbidelli continua a mantenere il vertice della classifica iridata portandosi al termine di questa gara a 207 punti, 26 punti in più di Lüthi, con il pilota svizzero che con 181 punti è secondo nel mondiale.

### Arrivati al traguardo
| Pos. | Nº | Pilota             | Squadra                    | Motocicletta       | Giri | Tempo     | Griglia | Punti |
| ---- | -- | ------------------ | -------------------------- | ------------------ | ---- | --------- | ------- | ----- |
| 1º   | 21 | Franco Morbidelli  | EG 0,0 Marc VDS            | Kalex Moto2        | 25   | 37'39.370 | 2º      | 25    |
| 2º   | 73 | Álex Márquez       | EG 0,0 Marc VDS            | Kalex Moto2        | 25   | +1.312    | 3º      | 20    |
| 3º   | 12 | Thomas Lüthi       | CarXpert Interwetten       | Kalex Moto2        | 25   | +2.544    | 5º      | 16    |
| 4º   | 42 | Francesco Bagnaia  | SKY Racing Team VR46       | Kalex Moto2        | 25   | +3.070    | 4º      | 13    |
| 5º   | 54 | Mattia Pasini      | Italtrans Racing           | Kalex Moto2        | 25   | +3.745    | 1º      | 11    |
| 6º   | 30 | Takaaki Nakagami   | Idemitsu Honda Team Asia   | Kalex Moto2        | 25   | +8.827    | 12º     | 10    |
| 7º   | 41 | Brad Binder        | Red Bull KTM Ajo           | KTM Moto2          | 25   | +9.018    | 17º     | 9     |
| 8º   | 9  | Jorge Navarro      | Federal Oil Gresini        | Kalex Moto2        | 25   | +13.692   | 11º     | 8     |
| 9º   | 77 | Dominique Aegerter | Kiefer Racing              | Suter MMX2         | 25   | +14.955   | 13º     | 7     |
| 10º  | 55 | Hafizh Syahrin     | Petronas Raceline Malaysia | Kalex Moto2        | 25   | +18.997   | 21º     | 6     |
| 11º  | 24 | Simone Corsi       | Speed Up Racing            | Speed Up SF7       | 25   | +21.887   | 14º     | 5     |
| 12º  | 45 | Tetsuta Nagashima  | Teluru SAG                 | Kalex Moto2        | 25   | +22.028   | 20º     | 4     |
| 13º  | 49 | Axel Pons          | RW Racing GP               | Kalex Moto2        | 25   | +23.008   | 18º     | 3     |
| 14º  | 57 | Edgar Pons         | Pons HP40                  | Kalex Moto2        | 25   | +23.290   | 23º     | 2     |
| 15º  | 87 | Remy Gardner       | Tech 3 Racing              | Tech 3 Mistral 610 | 25   | +25.128   | 25º     | 1     |
| 16º  | 37 | Augusto Fernández  | Speed Up Racing            | Speed Up SF7       | 25   | +33.460   | 27º     |       |
| 17º  | 89 | Khairul Idham Pawi | Idemitsu Honda Team Asia   | Kalex Moto2        | 25   | +33.931   | 31º     |       |
| 18º  | 2  | Jesko Raffin       | Garage Plus Interwetten    | Kalex Moto2        | 25   | +40.110   | 30º     |       |
| 19º  | 20 | Joe Roberts        | AGR Team                   | Kalex Moto2        | 25   | +43.888   | 28º     |       |
| 20º  | 6  | Tarran Mackenzie   | Kiefer Racing              | Suter MMX2         | 25   | +46.097   | 29º     |       |
| 21º  | 27 | Iker Lecuona       | Garage Plus Interwetten    | Kalex Moto2        | 23   | +2 giri   | 19º     |       |

### Ritirati
| Nº | Pilota              | Squadra              | Motocicletta       | Giri | Griglia |
| -- | ------------------- | -------------------- | ------------------ | ---- | ------- |
| 44 | Miguel Oliveira     | Red Bull KTM Ajo     | KTM Moto2          | 20   | 8º      |
| 62 | Stefano Manzi       | SKY Racing Team VR46 | Kalex Moto2        | 13   | 26º     |
| 5  | Andrea Locatelli    | Italtrans Racing     | Kalex Moto2        | 12   | 22º     |
| 32 | Isaac Viñales       | BE-A-VIP SAG         | Kalex Moto2        | 11   | 7º      |
| 97 | Xavi Vierge         | Tech 3 Racing        | Tech 3 Mistral 610 | 1    | 9º      |
| 19 | Xavier Siméon       | Tasca Racing         | Kalex Moto2        | 1    | 24º     |
| 40 | Fabio Quartararo    | Pons HP40            | Kalex Moto2        | 0    | 6º      |
| 11 | Sandro Cortese      | Dynavolt Intact GP   | Suter MMX2         | 0    | 10º     |
| 7  | Lorenzo Baldassarri | Forward Racing       | Kalex Moto2        | 0    | 15º     |
| 10 | Luca Marini         | Forward Racing       | Kalex Moto2        | 0    | 16º     |

### Non partito
| Nº | Pilota     | Squadra            | Motocicletta |
| -- | ---------- | ------------------ | ------------ |
| 52 | Danny Kent | Dynavolt Intact GP | Suter MMX2   |

## Moto3
Nella gara della classe di minore cilindrata, terza vittoria consecutiva, nonché settima vittoria stagionale per Joan Mir con la Honda NSF250R del team Leopard Racing. Il pilota spagnolo vince la gara distaccando di oltre tre secondi il gruppo dei piloti che si sono contesi la volata per il podio, che arride a Philipp Öttl per il secondo posto ed a Jorge Martín per il terzo. 
Lo stesso Mir, complice anche il tredicesimo posto di Romano Fenati, rafforza ulteriormente la sua leadership nella classifica mondiale portandosi a 215 punti. Seguono Fenati con 151 punti e Arón Canet (quinto in questa gara) al terzo con 137.
Da segnalare la prestazione del pilota spagnolo Jaume Masiá che, da esordiente assoluto nel motomondiale in occasione di questa gara, fa segnare il giro veloce e si classifica al nono posto, ottenendo subito dei punti iridati.

### Arrivati al traguardo
| Pos. | Nº | Pilota                | Squadra                    | Motocicletta   | Giri | Tempo     | Griglia | Punti |
| ---- | -- | --------------------- | -------------------------- | -------------- | ---- | --------- | ------- | ----- |
| 1º   | 36 | Joan Mir              | Leopard Racing             | Honda NSF250R  | 23   | 37'23.124 | 10º     | 25    |
| 2º   | 65 | Philipp Öttl          | Südmetall Schedl GP Racing | KTM RC 250 GP  | 23   | +3.045    | 8º      | 20    |
| 3º   | 88 | Jorge Martín          | Del Conca Gresini          | Honda NSF250R  | 23   | +3.377    | 13º     | 16    |
| 4º   | 11 | Livio Loi             | Leopard Racing             | Honda NSF250R  | 23   | +3.385    | 12º     | 13    |
| 5º   | 44 | Arón Canet            | Estrella Galicia 0,0       | Honda NSF250R  | 23   | +3.502    | 3º      | 11    |
| 6º   | 21 | Fabio Di Giannantonio | Del Conca Gresini          | Honda NSF250R  | 23   | +3.730    | 9º      | 10    |
| 7º   | 19 | Gabriel Rodrigo       | RBA BOE Racing             | KTM RC 250 GP  | 23   | +3.804    | 1º      | 9     |
| 8º   | 7  | Adam Norrodin         | SIC Racing                 | Honda NSF250R  | 23   | +4.183    | 15º     | 8     |
| 9º   | 15 | Jaume Masiá           | Platinum Bay Real Estate   | KTM RC 250 GP  | 23   | +4.310    | 14º     | 7     |
| 10º  | 33 | Enea Bastianini       | Estrella Galicia 0,0       | Honda NSF250R  | 23   | +4.858    | 4º      | 6     |
| 11º  | 8  | Nicolò Bulega         | SKY Racing Team VR46       | KTM RC 250 GP  | 23   | +4.887    | 16º     | 5     |
| 12º  | 42 | Marcos Ramírez        | Platinum Bay Real Estate   | KTM RC 250 GP  | 23   | +5.054    | 23º     | 4     |
| 13º  | 5  | Romano Fenati         | Marinelli Rivacold Snipers | Honda NSF250R  | 23   | +5.080    | 11º     | 3     |
| 14º  | 58 | Juanfran Guevara      | RBA BOE Racing             | KTM RC 250 GP  | 23   | +7.015    | 2º      | 2     |
| 15º  | 27 | Kaito Toba            | Honda Team Asia            | Honda NSF250R  | 23   | +16.246   | 27º     | 1     |
| 16º  | 95 | Jules Danilo          | Marinelli Rivacold Snipers | Honda NSF250R  | 23   | +16.447   | 21º     |       |
| 17º  | 14 | Tony Arbolino         | SIC58 Squadra Corse        | Honda NSF250R  | 23   | +16.449   | 24º     |       |
| 18º  | 71 | Ayumu Sasaki          | SIC Racing                 | Honda NSF250R  | 23   | +16.653   | 18º     |       |
| 19º  | 96 | Manuel Pagliani       | CIP                        | Mahindra MGP3O | 23   | +16.673   | 30º     |       |
| 20º  | 84 | Jakub Kornfeil        | Peugeot MC Saxoprint       | Peugeot        | 23   | +17.077   | 28º     |       |
| 21º  | 16 | Andrea Migno          | SKY Racing Team VR46       | KTM RC 250 GP  | 23   | +34.984   | 7º      |       |
| 22ª  | 6  | María Herrera         | AGR Team                   | KTM RC 250 GP  | 23   | +43.607   | 29ª     |       |
| 23º  | 13 | Maximilian Kofler     | Motorsport Kofler E.U.     | KTM RC 250 GP  | 23   | +57.874   | 31º     |       |
| 24º  | 4  | Patrik Pulkkinen      | Peugeot MC Saxoprint       | Peugeot        | 23   | +57.982   | 32º     |       |

### Ritirati
| Nº | Pilota                  | Squadra             | Motocicletta   | Giri | Griglia |
| -- | ----------------------- | ------------------- | -------------- | ---- | ------- |
| 12 | Marco Bezzecchi         | CIP                 | Mahindra MGP3O | 22   | 25º     |
| 75 | Albert Arenas           | Aspar Mahindra      | Mahindra MGP3O | 22   | 20º     |
| 41 | Nakarin Atiratphuvapat  | Honda Team Asia     | Honda NSF250R  | 22   | 22º     |
| 17 | John McPhee             | British Talent      | Honda NSF250R  | 16   | 5º      |
| 64 | Bo Bendsneyder          | Red Bull KTM Ajo    | KTM RC 250 GP  | 15   | 6º      |
| 23 | Niccolò Antonelli       | Red Bull KTM Ajo    | KTM RC 250 GP  | 14   | 17º     |
| 24 | Tatsuki Suzuki          | SIC58 Squadra Corse | Honda NSF250R  | 14   | 26º     |
| 48 | Lorenzo Dalla Porta     | Aspar Mahindra      | Mahindra MGP3O | 2    | 19º     |
| 18 | Gabriel Martinez-Abrego | Motomex             | KTM RC 250 GP  | 2    | 33º     |